# Festuca earlei
Festuca earlei là một loài thực vật có hoa trong họ Hòa thảo. Loài này được Rydb. mô tả khoa học đầu tiên năm 1905.